# 조니 헤인스
존 노먼 "조니" 헤인스(영어: John Norman "Johnny" Haynes, 1934년 10월 17일 ~ 2005년 10월 18일 )는 잉글랜드의 축구 선수이다. 1952년부터 1970년까지 18년 동안 풀럼에서 594 출전을 하였으며 이는 풀럼에서의 최다 출전 기록이다. 그는 잉글랜드 축구 국가대표팀 소속으로도 56경기를 출전했으며, 1961년 20 파운드 주급 상한선 폐지 이후 역사상 최초로 100 파운드의 주급을 받게 된 선수로도 잘 알려져 있다. 펠레는 헤인스를 보고 "내가 봤던 역대 최고의 패싱 플레이어"라고 이야기한 바 있다.
2005년 10월 17일 자신의 생일날 스코틀랜드 에든버러에서 혼자 운전하던 중 교통 사고가 났으며, 그로 인해 다음날 사망하였다. 사망 이후 많은 잉글랜드 레전드들과 풀럼 서포터들의 추모 행렬이 이어졌다.
헤인스는 1950-60년대 잉글랜드의 최고의 축구 선수중 한명으로 손꼽히며, 풀럼의 역사상 최고의 축구 선수로도 손꼽힌다. 2008년 풀럼의 홈구장인 크레이븐 코티지에 그의 동상이 세워졌다.